# جون ميتكالف (لاعب كرة قدم)
جون ميتكالف (بالإنجليزية: John Metcalfe)‏ هو لاعب كرة قدم بريطاني، ولد في 2 يونيو 1935 في Acocks Green ‏ في المملكة المتحدة، وتوفي في فبراير 1996 في برمنغهام في المملكة المتحدة. لعب مع برمنغهام سيتي ونادي والسول ونادي يورك سيتي.